# Hyloplesion
Hyloplesion es un género extinto de lepospóndilos (pertenecientes al grupo Microsauria) que vivieron a finales del período Carbonífero. Es el género tipo y el único miembro de la familia Hyloplesiontidae. Sus fósiles se han hallado en la República Checa cerca de los pueblos de Plzeň, Nýřany y Třemošná, y datan de mediados del Pensilvánico. La especie tipo es H. longicostatum, nombrada en 1883. Dos especies pertenecientes a géneros diferentes, Seeleya pusilla y Orthocosta microscopica, han sido sinonimizados con H. longicostatum y se cree que representan individuos muy inmaduros.

## Descripción

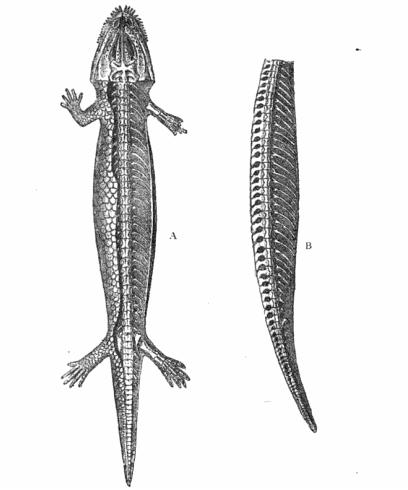
Ilustración de un Hyloplesion inmaduro, originalmente llamado Seeleya pusilla, por Antonin Fritsch.

Hyloplesion era tan grande como una salamandra de talla media, midiendo los ejemplares conocidos entre 17 a 77 milímetros.
El cráneo es de forma triangular. A diferencia de muchos otros microsaurios, el paladar de Hyloplesion contiene grandes vacuidades o aberturas. El quinto diente maxilar está alargado y se asemeja a un canino. El cráneo de Hyloplesion se parece superficialmente al del reptil captorrínido Romeria (con el que no estaba relacionado) en vista lateral debido a las similitudes en el patrón de los huesos dermales y la forma de gancho del premaxilar. Sin embargo, el cráneo difiere del de Romeria en vista dorsal, ya que el hueso parietal es mucho más amplio en Hyloplesion.
El arco del hueso atlas también se parece al de los captorrínidos y, a diferencia de otros microsaurios, no está expandido. El tronco es alargado, con delgadas costillas extendiéndose de cada vértebra. La presencia de un gran escapulocoracoides en Hyloplesion lo distingue de Microbrachis. Los huesos de las extremidades son pequeños y robustos, siendo mayores las patas traseras que las delanteras . Como otros microbracomorfos como Microbrachis, Hyloplesion solo tenía tres dígitos en la mano, una condición conocida como tridactilia.

## Paleobiología
El rango de características morfológicas hace difícil determinar si Hyloplesion era principalmente terrestre o acuático. Aunque sus dígitos estaban bien osificados, el número reducido de dedos en los pies de Hyloplesion es visto como una adaptación para una vida acuática. No hay evidencia de canales de la línea lateral en el cráneo, aunque es posible que estuvieran presentes, separados del cráneo por una capa de tejido conectivo. 